# Hypoestes malaccensis
Hypoestes malaccensis är en akantusväxtart som beskrevs av Robert Wight. Hypoestes malaccensis ingår i släktet Hypoestes och familjen akantusväxter. Inga underarter finns listade i Catalogue of Life.